# Carotté
Cet article possède un paronyme, voir Carotte (homonymie).
Carotté est un groupe de punk rock canadien, originaire de la région de Portneuf, au Québec. Il comprend des musiciens qui comptent plus de 20 ans d’expérience sur la scène québécoise et des centaines de spectacles à travers la province et jusqu’en Europe.

## Biographie
C’est dans les sillons du Comté de Portneuf que germe en 2013 l’idée de Carotté sous la houlette de Médé Langlois. Ce personnage haut en couleur est le fier descendant d’une lignée d’agriculteurs depuis 1667 dont il poursuit aujourd’hui la tradition ancestrale en cultivant la terre. De tout temps, la musique folklorique anime la ferme familiale et rassemble les habitants des alentours. Dès l’enfance, Médé s’imprègne de cet héritage culturel avant de découvrir à l’école secondaire le punk-rock. En apparence éloignés, ces deux courants musicaux subissent l’ostracisme à leurs époques respectives tout en exaltant les mêmes valeurs participatives.
Médé nourrit naturellement l’envie de les associer. Un désir qu’il concrétise après sa rencontre avec Les Quéteux qui se produit régulièrement sur un marché local. À ce trio traditionnel s’ajoutent deux rescapés du groupe punk Eric Panic pour ainsi former Carotté.
Ainsi constitués, ces enfants terribles de La Bottine Souriante nourrissent leur répertoire de chansons empruntées à la mémoire collective qu’ils dépoussièrent à coups de décibels, mais aussi de compositions originales.
Carotté se fait ainsi le porte- voix d’un monde agricole dont l’expression est souvent bridée ou ignorée. En février 2015, la formation livre une première moisson sur Punklore et Trashdition. L’album reçoit un très bon accueil de la critique et se voit nommer au Gala GAMIQ dans la catégorie «Album heavy (Punk & Métal) de l’année». À ce même Gala, le groupe remporte le Lucien du prix du public en 2019.
Épousant le dicton « C’est dans les vieux pots qu’on fait les meilleures soupes », Carotté use de la même recette pour un deuxième opus, « Dansons donc un quadrille avant de passer au cash », prêt à sortir de terre  en novembre 2018. Dès sa parution, l’album connaît un succès sans précédent notamment avec l’extrait « Chant de pot », la pièce devient virale sur le web (plus de 4M de vues combinées) en plus d’être diffusée massivement sur les ondes des radios de la province.  Le groupe y trouve une porte d’entrée vers un public encore plus large. Il enchaîne les prestations, comptabilisant plus de 150 spectacles, veillées improbables entre La Bolduc et les Sex Pistols qui font danser des rangs campagnards jusqu’aux parterres des grands festivals (Francos de Montréal à 4 reprises, Festival d’été de Québec, Festival de la Chanson de Tadoussac, Fêtes nationales et bien plus). En 2019, Carotté s’offre une série de concerts au Québec et en France en compagnie leur idole de jeunesse, le groupe français Ludwig Von 88.
En février 2020, c’est déjà un retour en France cette fois pour jouer au mythique Olympia de Paris en compagnie du groupe Marcel et son orchestre. La crise sanitaire mondiale offre l’occasion aux six musiciens de prendre une pause bien méritée. Pause qui va permettre de mettre en boite un 3e album ‘’Glouton gluten’’, qui sera lancé à l’automne 2022. S’en suivra leur traditionnelle tournée pour le temps des fêtes, un retour sur scène attendu des fans !

## Discographie
2018 : Dansons donc un quadrille avant de passer au cash (Slam Disques)
1. Habitant
2. L'agro-punk
3. Chômage
4. Tourne tout le temps
5. Rouler tout le long
6. Tapageurs
7. Chant de pot
8. Ma vache
9. Oiseaux de malheur
10. En place pour un set
11. Klondike
12. Ti-Jos Rochon
13. Su'l'bord d'la track